# Sociedade Esportiva Juventude Timonense
A Sociedade Esportiva Juventude Timonense é um clube brasileiro de futebol feminino, sediado na cidade de Timon, no estado do Maranhão.

## Títulos
| Estaduais | Estaduais                      | Estaduais | Estaduais   |
|           | Competição                     | Títulos   | Temporadas  |
| --------- | ------------------------------ | --------- | ----------- |
|           | Campeonato Maranhense Feminino | 2         | 2019 e 2022 |

### Outras conquistas
- Copa Batom: 2019[3] e 2021[4]
- Copa da Trabalhadora Timonense: 2022[5]